# Sprawność fizyczna
Sprawność fizyczna – umiejętność rozwiązywania przez człowieka zadań ruchowych lub zdolność do efektywnego i ekonomicznego wykonania pracy mięśniowej.
Pojęcie sprawności fizycznej jest pojmowane w odmienny sposób przez różnych teoretyków. Dla jednych może oznaczać uprawianie danej aktywności ruchowej, dla drugich zaś muskularną sylwetkę ciała, czy też troskę o swój stan zdrowia. Jednak pomimo rozbieżności można w nich zauważyć pewne wspólne cechy.
Gilewicz (1964) i Trześniowski (2001) ujmowali sprawność fizyczną jako gotowość organizmu ludzkiego do podejmowania i rozwiązywania trudnych zadań ruchowych w różnych sytuacjach życiowych, wymagających siły, szybkości, gibkości, zwinności i wytrzymałości, jak również pewnych nabytych i ukształtowanych umiejętności i nawyków ruchowych opartych na odpowiednich uzdolnieniach ruchowych i stanie zdrowia.
Według Przewędy (1993) sprawność fizyczna to określone możliwości wykonania różnorodnych form ruchu, wyznaczone poziomem rozwoju, cech motorycznych (motoryczność), morfologicznych, funkcji fizjologicznych i psychicznych.
Według Chromińskiego (1986) sprawność fizyczna zależy od genetycznych właściwości człowieka, takich jak: uzdolnienia ruchowe, konstytucja somatyczna, sprawność zmysłów, temperament oraz odpowiednie proporcje ciała. Jest to zespół czynników o charakterze endogennym. Drugi zespół czynników – egzogennych – odnosi się do środowiska zewnętrznego i trybu życia.
Niejednokrotnie spotykamy się z pojęciem sprawności fizycznej ogólnej i specjalnej.
Sprawność fizyczna ogólna to określony poziom rozwoju, wykształcenie cech motorycznych, bądź też ujętych kompleksowo struktur ruchu. Sprawność fizyczna specjalna polega na zaawansowaniu w wykształceniu sprawności i umiejętności technicznych w określonych dyscyplinach, czy też konkurencjach sportowych. Sprawność ruchowa, według powyższego autora, to umiejętność władania swoim aparatem ruchu, dzięki opanowaniu podstawowych nawyków ruchowych. Wzrost sprawności ruchowej uzależniony jest od nabytych umiejętności i doświadczeń osobistych. Sprawność fizyczną można określić jako aktualną możliwość wykonywania wszelkich czynności ruchowych oraz wyrobienia cech motorycznych takich jak: siły, szybkości, zręczności, i innych uzdolnień motorycznych. Sprawność ruchowa i fizyczna stanowią motoryczność i obrazują rezultaty rozwoju ontogenetycznego. W problematyce dotyczącej rozwoju fizycznego szczególnego znaczenia nabierają zagadnienia dotyczące rozwoju motorycznego, gdyż rozwój ten właśnie odzwierciedla szereg naszych zachowań, zdolności i umiejętności.
Predyspozycje i zdolności motoryczne to elementy, które budują strukturę motoryczności. To względnie elementarne cechy strukturalne i funkcjonalne organizmu człowieka, w znaczącym stopniu uwarunkowane genetycznie. Składają się one na możliwości ruchowe organizmu do wykonywania różnego rodzaju zadań ruchowych.
Stosunkowo nową koncepcją sprawności jest Health-Related Fitness (H-RF), czyli sprawność ukierunkowana na zdrowie.